# Kysucká lesní železnice

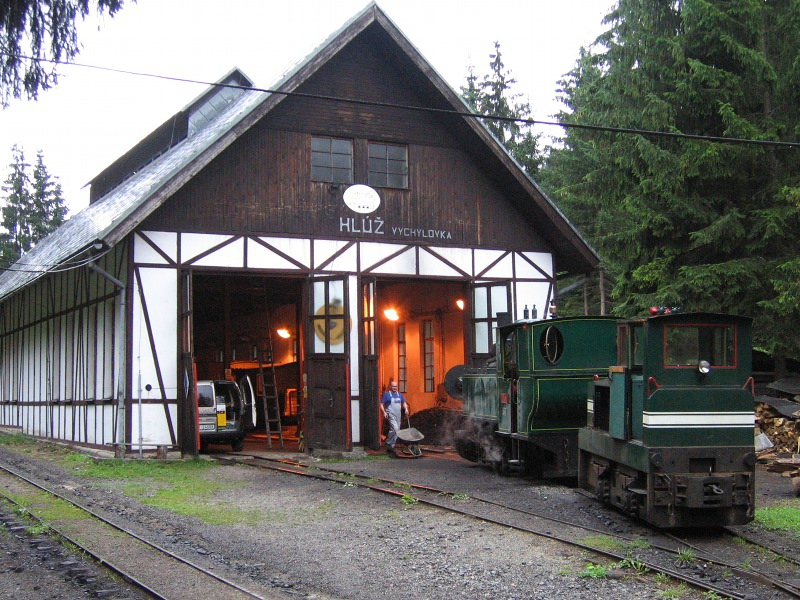
Depo ve Vychylovce

Kysucká lesní železnice (zkratka KLZ) byla lesní železnice určená ke svážení dřeva v regionu Kysuc. Železnice byla zprovozněna 15. října 1918 na trati Oščadnica – Chmúra. Vlečkou byla spojena s Košicko-bohumínskou dráhou. Po propojení s Oravskou lesní železnicí (zkratka OLZ) vybudováním 8 kilometrů dlouhé trati s pěti úvratěmi vznikla Kysucko-oravská lesní železnice (zkratka: KOLŽ).

## Historie
Dráha byla vybudována byla v letech 1915 až 1918. Trať vedla z Oščadnice do Chmúry. Na hlavní trati měla délku 29,4 km. Rozchod byl 760 mm. Stavbu železnice iniciovala vídeňská firma Aktiengesellschaft fūr Mühlen und Holzindustrie, jejímž cílem bylo uplatnění těžebního práva v oblasti Kysuc.
V roce 1926 byl dobudován osmikilometrový úsek propojující KLZ s OLZ. Výjimečnost spojovacího úseku spočívala v překonání výškového převýšení mezi Kysucemi a Oravou přechodem sedlem Beskyd za pomoci pěti úvratí. První byla ve stanici Chmúra a poslední v sedle Beskyd. Tím byla ukončena existence Kysucké lesní železnice, která se stala součástí Kysucko-oravské lesní železnice.
KOLŽ ukončila činnost v roce 1969 usnesením č. 92 ze dne 17. prosince 1968 vydaným Komisí dopravy středoslovenského KNV v Banské Bystrici.
Následovala demontáž tratě, avšak díky památkovým orgánům a snaze obyvatel se podařilo zachovat alespoň část železnice v úseku Vychylovka-osada Kubátkovia po Chmúru, kde je první úvrať a také následné čtyři úvrati. Na úseku do osady Tanečník, který byl také zachován, zdolávala trať od první úvrati po pátou (vzdušnou čarou 1500 m) výškový rozdíl 217,69 metrů.
Zachovaný úsek trati je provozován jako Historická lesní úvraťová železnice.